# Глазами убийцы (фильм, 1992)
«Глазами убийцы» — кинофильм. Экранизация произведения, автор которого — Кристофер Фаулер.

## Сюжет
Лори Фишер, молодая и симпатичная женщина, рассорилась со женихом.
От безделья она начинает отношения с другим, ничего о нём не зная…

## В ролях
- Марг Хелгенбергер — Лори Фишер
- Ричард Дин Андерсон — Рэй Беллано
- Дэвид Маршалл Грант — Макс Кэмпбелл
- Мелинда Кьюлиа — Элисон Риверс
- Типпи Хедрен — миссис Беллано
- Джо Пантолиано — Джерри
- Моника Паркер — Дороти
- Джойс Сили — секретарь Джерри
- Джон МакКанн — отец Лори